# Laganiformes
Infra-ordre
Les Laganiformes sont un infra-ordre d'oursins plats (clypéastéroïdes, les « dollars des sables » ou « sand dollars »).

## Caractéristiques
Les Laganiformes sont des oursins irréguliers de forme aplatie et discoïde à bords arrondis. Les radioles (piquants) sont très réduites (en tapis de fins poils) pour permettre une meilleure progression dans le sable. La bouche occupe une position centrale, et la lanterne d'Aristote (appareil masticateur) est modifiée en « moulin à sable » plat. L'anus quant à lui a migré vers un bord du Test, pour former un « arrière » : ces oursins ont donc un axe antéro-postérieur et une symétrie axiale bilatérienne (ce qui n'est pas le cas des oursins réguliers, à symétrie radiale). 
Ils sont caractérisés, au sein des Scutellina, par l'absence de lunules, des zones interambulacraires étroites et ininterrompues, un périprocte oral et des particularités dans l'attachement de la lanterne d'Aristote. Ces caractéristiques les distinguent du groupe-frère des Scutelliformes. Un certain nombre d'espèces sont minuscules (moins d'un centimètre). 
Ce groupe semble être apparu à l'Éocène.

## Liste des familles
Selon World Register of Marine Species (9 septembre 2017) :
- famille Fibulariidae (Gray, 1855) -- 4 genres actuels (incluant l'ancienne famille des Echinocyamidae (Lambert & Thiéry, 1914))
- famille Laganidae (Desor, 1858) -- 5 genres

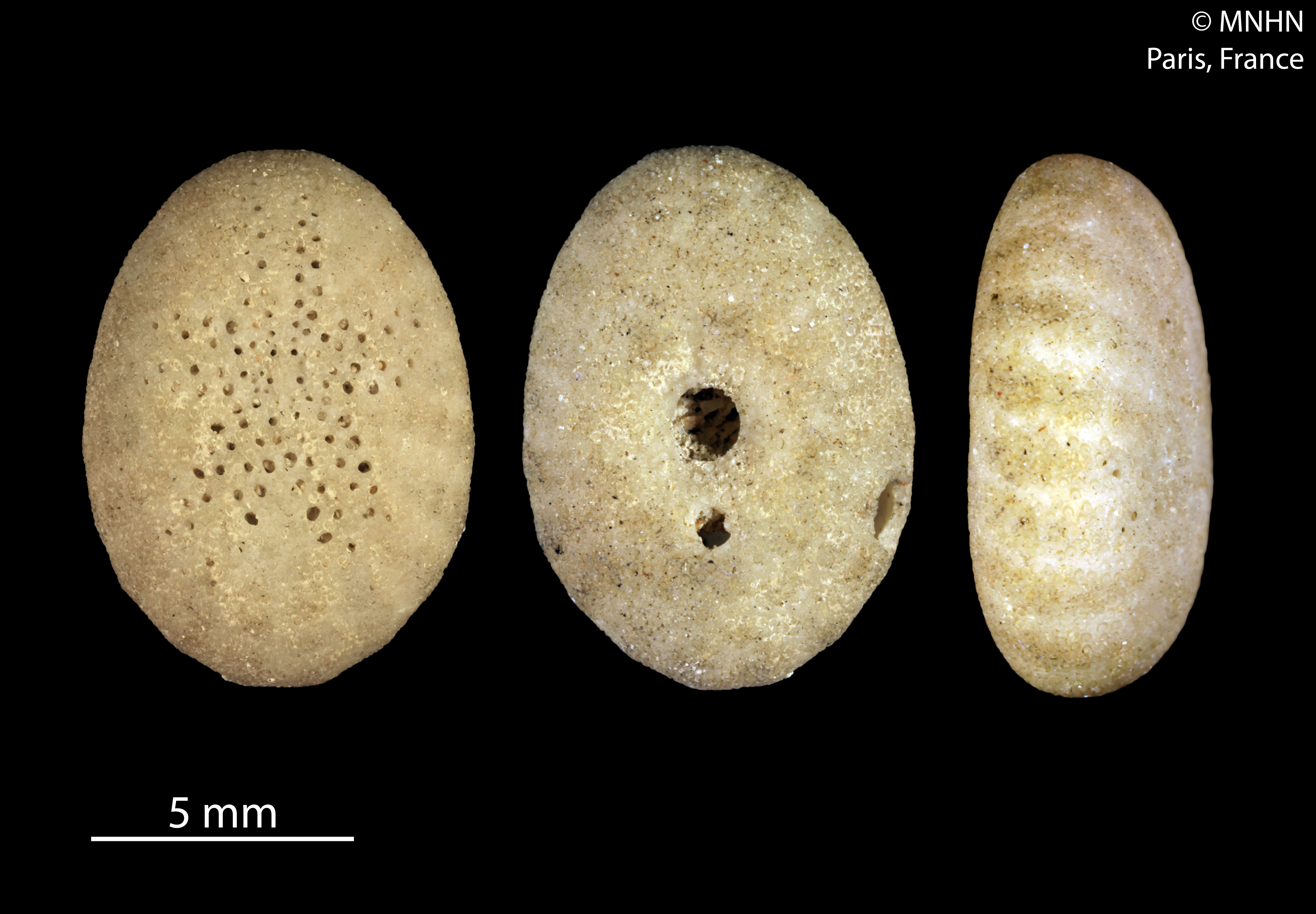
Fibularia volva (Fibulariidae).
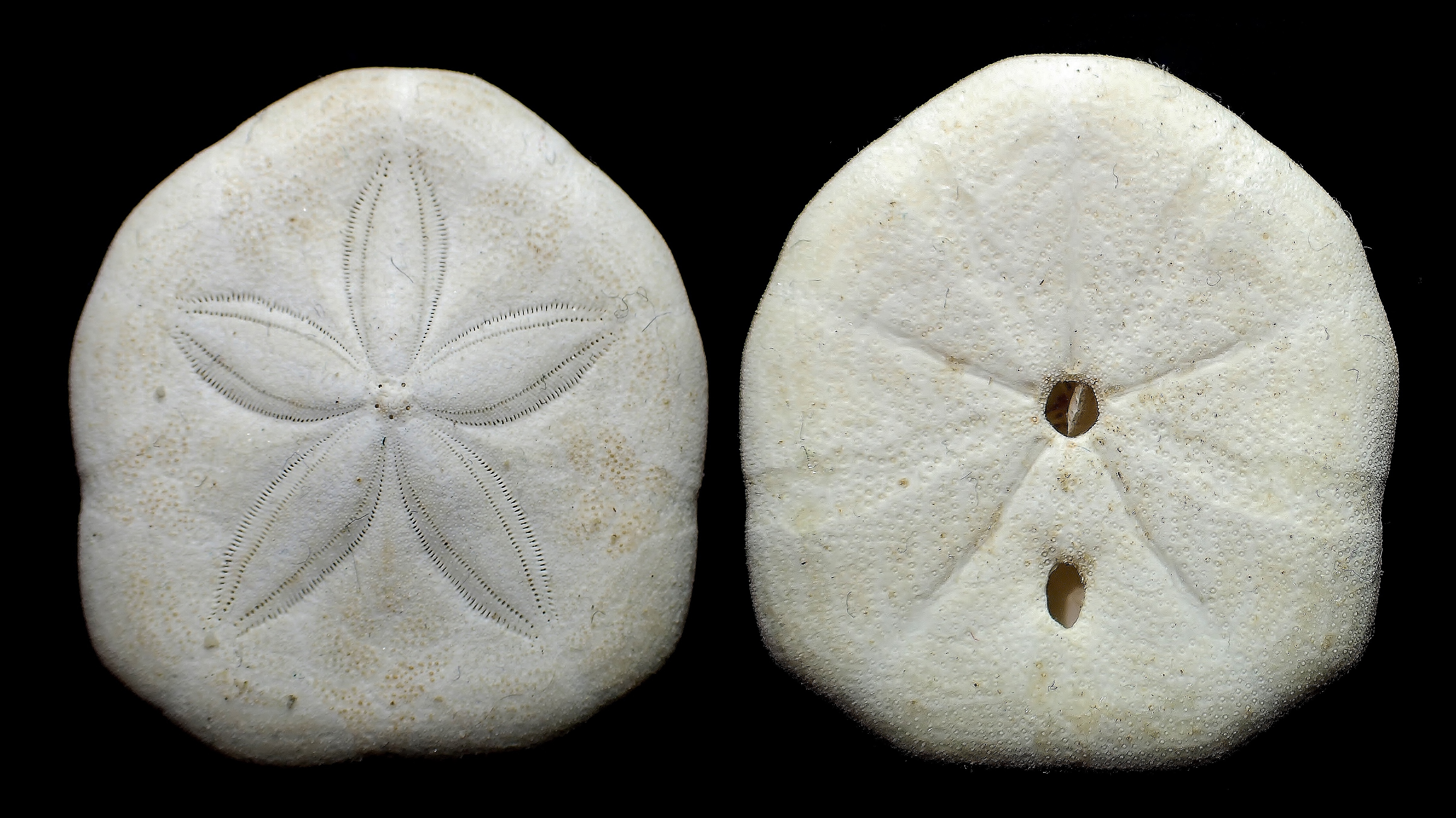
Laganum laganum (Laganidae).
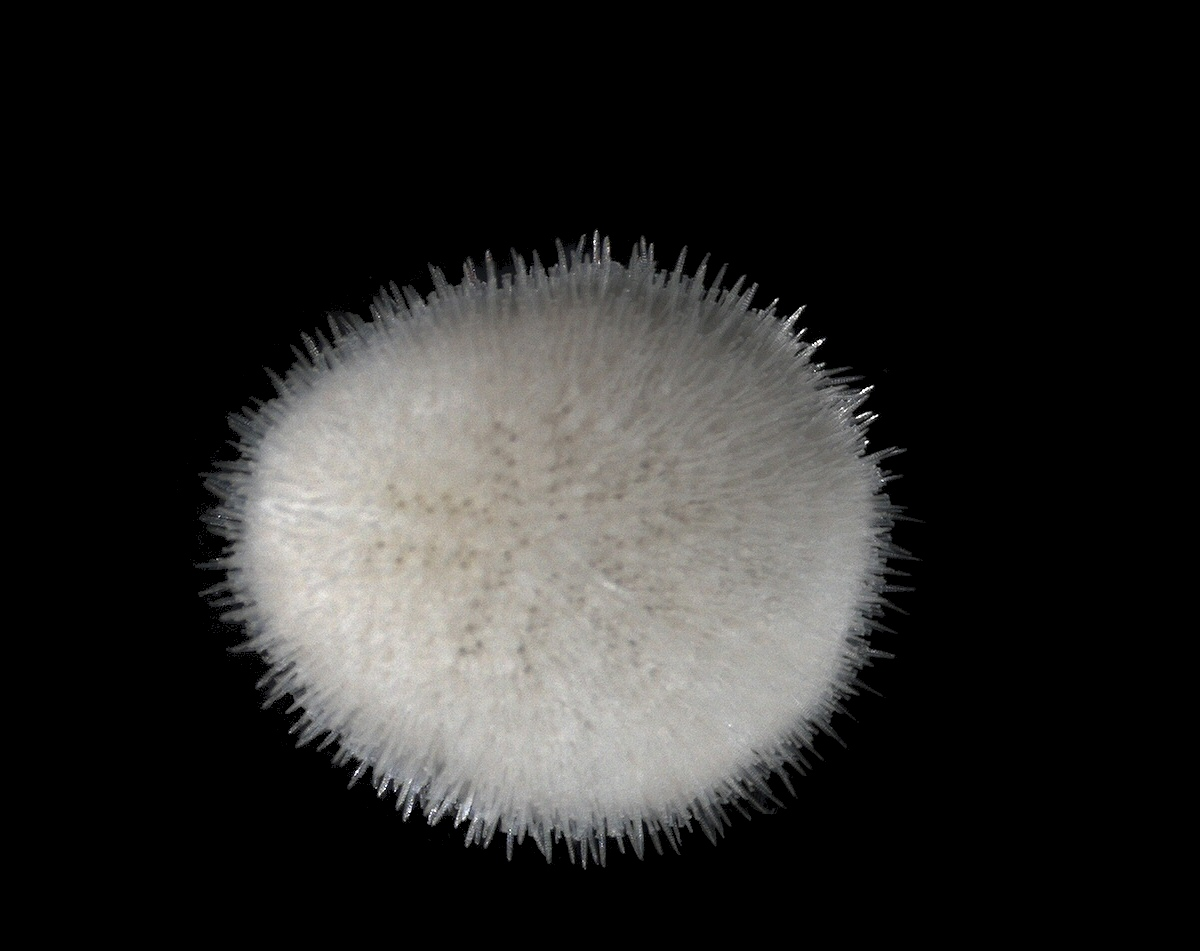
Echinocyamus pusillus (Fibulariidae, ex-Echinocyamidae).